# Зефир хоккайдский
Зефир хоккайдский, или Зефир джозанкийский (это название ошибочно) (Favonius jezoensis) — вид дневных бабочек из семейства голубянок (Lycaenidae).

## Описание

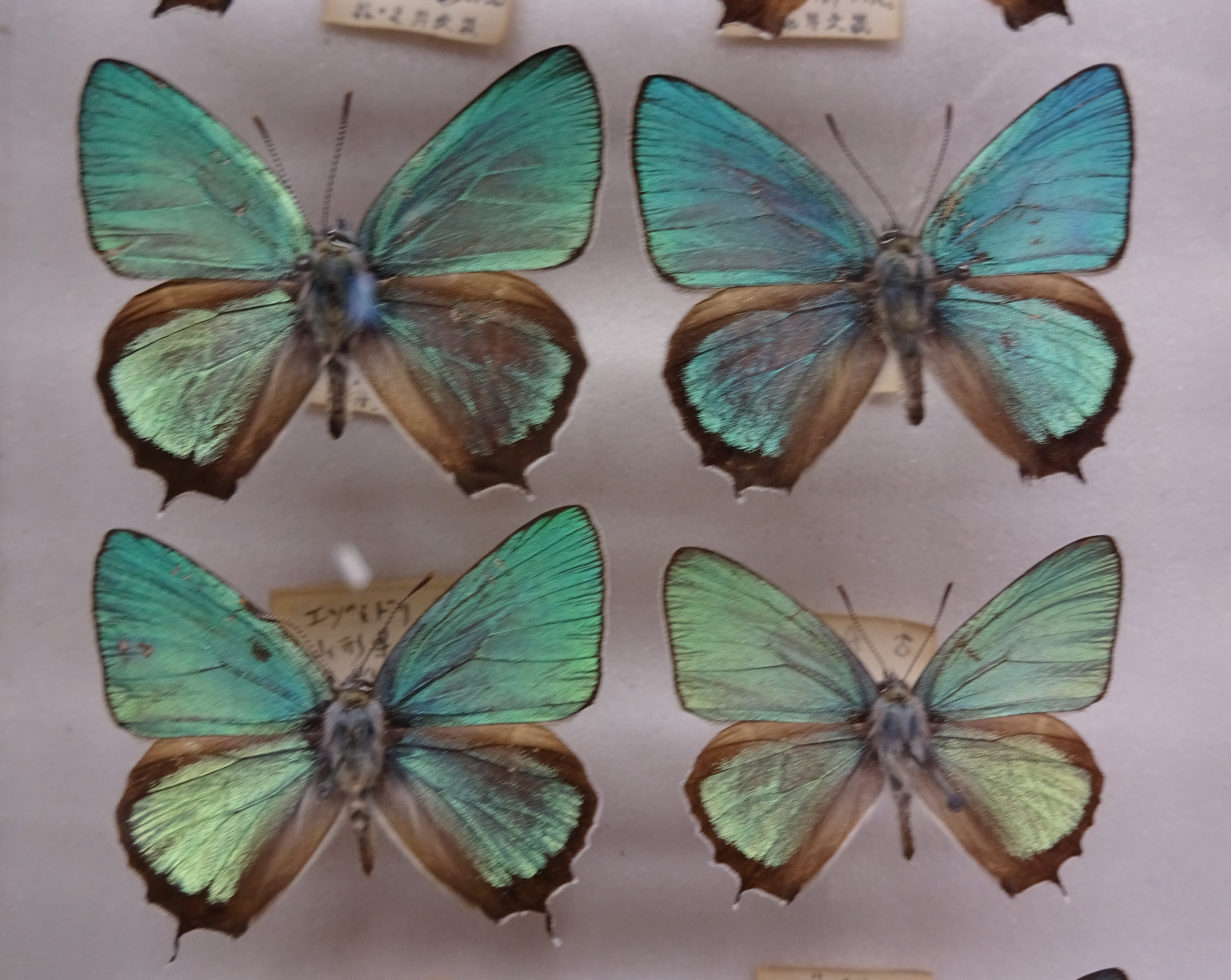
Вариабельность окраски самцов

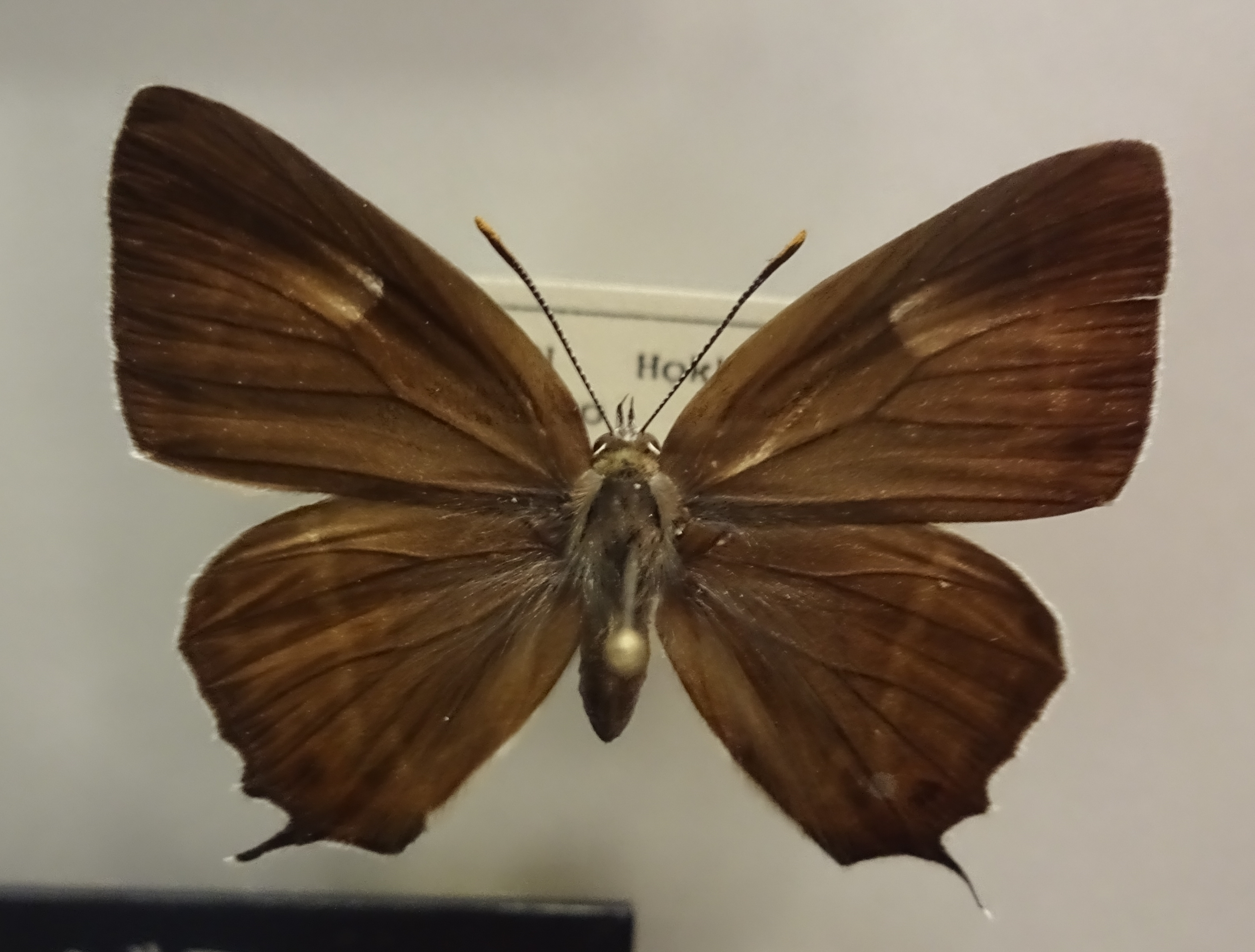
Самка

Длина переднего крыла бабочек 19—20 мм. Самки несколько крупнее самцов. Верхняя сторона крыльев у самцов изумрудно-зелёная с голубоватым оттенком, блестящая. На переднем крыле проходит тёмная кайма. Внешний край заднего крыла у самца почти ровный, а у самки слабо зазубренный. Задние крылья с хвостиком, длина которого достигает 3 мм. Окраска верхней стороны крыльев у самки буро-коричневого цвета с сильно размытым относительно крупным охристо-жёлтым пятном на переднем крыле. Нижняя сторона крыльев у обоих полов светло-серая. На этом основном фоне хорошо выделяются буроватые перевязи и узкое чётко выраженное пятно. На исподе крыльев у обоих полов белая поперечная полоса неровная, ступенчатая. Оранжевые пятна на заднем крыле часто сливаются вместе.

## Ареал
Азиатский вид, чей ареал охватывает территорию России (Южные Курилы, Остров Кунашир, возможно Приморье) и Японии.

## Биология
За год этот вид развивается в одном поколении. Время лёта бабочек этого вида происходит в августе. Гусеницы развиваются на различных видах дубов (Quercus).